# Entodon rutenbergii
Entodon rutenbergii är en bladmossart som beskrevs av C. Müller in Geheeb 1881. Entodon rutenbergii ingår i släktet Entodon och familjen Entodontaceae. Inga underarter finns listade i Catalogue of Life.